# Posadowice
Posadowice – wieś w Polsce położona w województwie dolnośląskim, w powiecie oleśnickim, w gminie Bierutów.

## Podział administracyjny
W latach 1962-1968 wieś była siedzibą gromady Posadowice, po jej zniesieniu w gromadzie Bierutów. W latach 1975–1998 miejscowość administracyjnie należała do województwa wrocławskiego.

## Nazwa
Według niemieckiego językoznawcy Heinricha Adamy’ego nazwa miejscowości pochodzi od polskiej nazwy osiedlania się na pewnym terenie "osadnictwa". W swoim dziele o nazwach miejscowych na Śląsku wydanym w 1888 roku we Wrocławiu jako najstarszą zanotowaną nazwę miejscowości wymienia ją w obecnej polskiej formie Posadowice podając jej znaczenie "Ansiedlungsplatz" czyli po polsku "Miejsce osiedlenia". Niemcy zgermanizowali nazwę na Postelwitz w wyniku czego utraciła ona później swoje pierwotne znaczenie.

## Zabytki

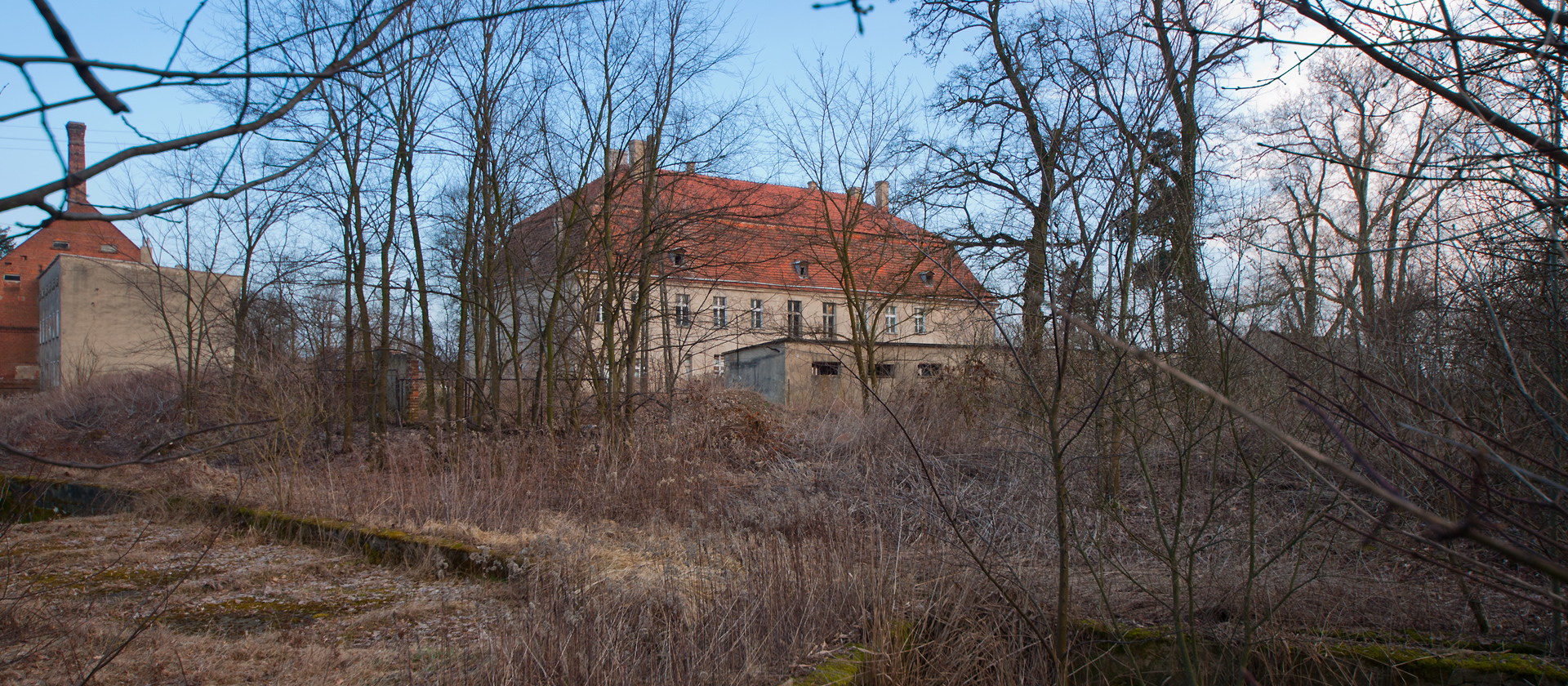
Pałac w Posadowicach

Do wojewódzkiego rejestru zabytków wpisane są:
- kościół filialny pw. Bożego Ciała, murowano-szachulcowo-drewniany, z XVI w., przebudowany w stylu barokowym w drugiej połowie XVII w., znacznie przebudowany w pierwszych dekadach XX w. Zachowała się renesansowa chrzcielnica, większość pozostałego wystroju reprezentuje barok (ołtarz, ambona)
- pałac, obecnie dom nr 47, zbudowany w stylu renesansowym u schyłku XVI w., XVIII w., znacznie rozbudowany i przebudowany na początku XX w.
- spichlerz, z początku XIX w. w zabudowaniach dworskich przy pałacu

inne zabytki:
- trzon krzyża pokutnego datowany na XIV-XVI wiek. Obecnie stoi przy kościele w Posadowicach, lecz dawniej stał w innym miejscu.